# Gingivalna cista odraslih
Gingivalne čiste odraslih koje mogu da se usporede sa gingivalnim cistama dece, su ciste odontogenog porekla koje nastaju iz ostataka dentalne lamine. Mogu se razvit na alveolarnom grebenu kao kuglasta zadebljanja. Imaju tanku ovojnicu kroz koju prosijava svetla tečnost. U prečniku nije veća od 3 do 5 mm, a nešto su veće od gingivalnih cista kod dece. Ne ostavljaju nikakav trag na koštanoj podlozi na kojoj rastu.

## Dijagnoza
Budući da ove ciste ne ostavljaju trag na koštanom tkivu čeljusti, nisu vidljive na RTG nalazu. Osim toga, zbog sklonosti spontane rupture u dijagnostikovanju gingivalne ciste dovoljan je samo klinički pregled.

## Terapija
Svaku cistu treba, kao god je to mogucĆe, u celosti odstraniti, jer ona svojim daljim rastom dovodi do resorpcije koštanog tkiva, predstavlja latentno žarište infekcije, a postoji mogućnost maligne alteracije.
U lečenju cista suštinski ne postoji razlika u odnosu na njihovo poreklo. I danas važe dva osnovna postupka koje je opisao Parcˇ (Partsch), poznati kao cistotomija ili Partsch I i cistektomija ili Partsch II.

## Spoljašnje veze
- Gingival cyst (newborn, adult) at PathologyOutlines.com (језик: енглески)
- Gingival cyst of the adult at the Bauer Dentistry and Orthodontics (језик: енглески)
- Gingival Cyst of Adult and Newborn at JuniorDentist.com (језик: енглески)

|  | Molimo Vas, obratite pažnju na važno upozorenje u vezi sa temama iz oblasti medicine (zdravlja). |